# Hotel Sacher
El Hotel Sacher es un hotel de lujo de cinco estrellas en Viena, Austria, se ubica frente a la Ópera Estatal de Viena en el distrito central de Innere Stadt de la ciudad. Es famoso por la especialidad de la casa, la Sachertorte, una tarta de chocolate con relleno de albaricoque. También hay una galería de arte en el hotel, con obras del siglo XIX. El hotel está situado cerca de la antigua residencia de Antonio Vivaldi. El Hotel Sacher es miembro de The Leading Hotels of the World.

## Historia

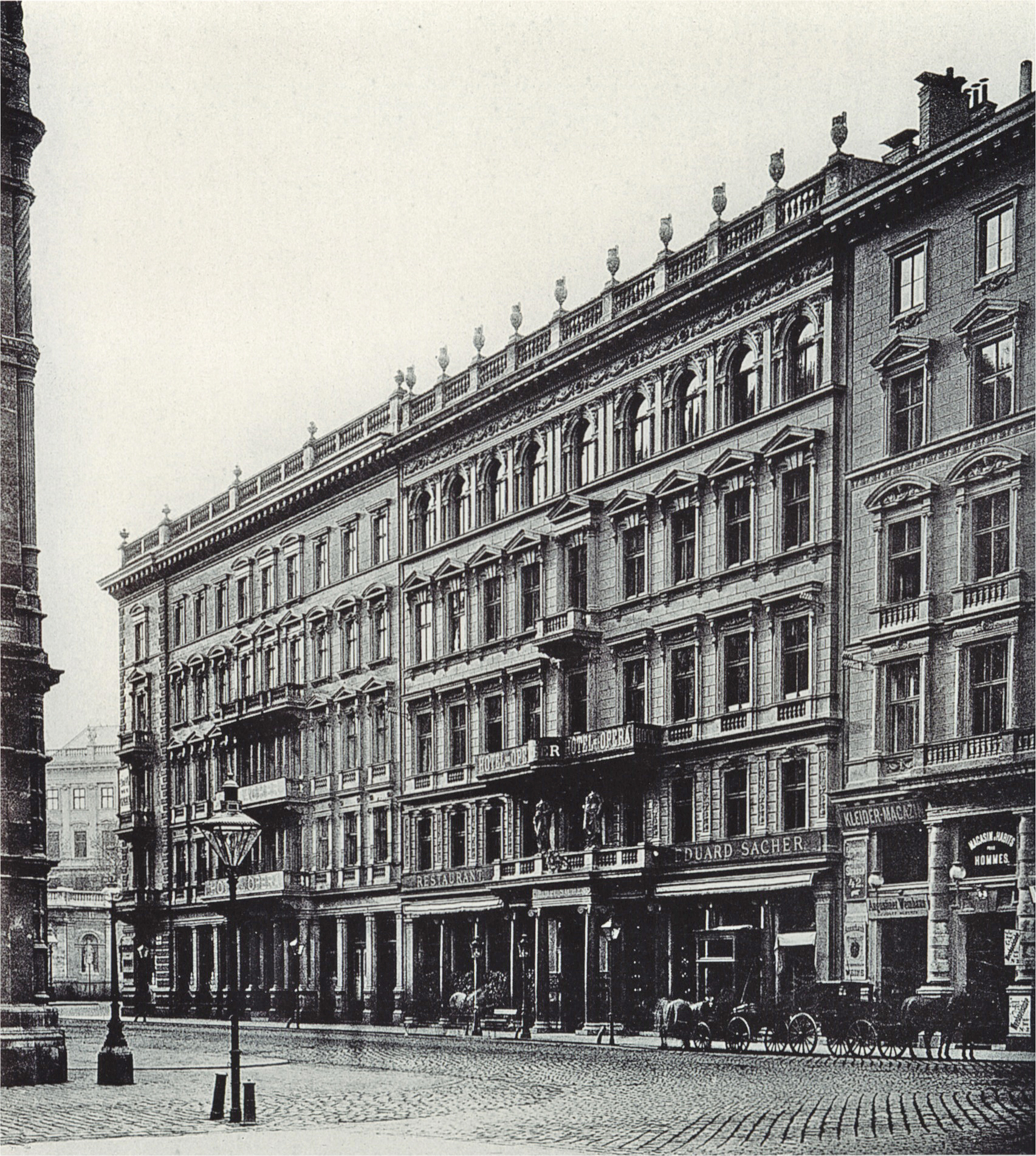
Hotel Sacher, c. 1890

El hotel fue fundado en 1876 en el sitio del demolido Theatre am Kärntnertor por el restaurador y proveedor  de la corte, Eduard Sacher (1843–1892). Su padre, el pastelero Franz Sacher (1816-1907), se había hecho famoso por su tarta Sacher, que supuestamente creó para una recepción ofrecida por el canciller estatal de Austria, Klemens von Metternich, en 1832. Eduard Sacher pasó un tiempo como aprendiz en la pastelería Demel y en 1873 abrió su primer restaurante en la Kärntner Straße.
En 1880, se casó con Anna Sacher, (de soltera Fuchs, 1859-1930), quien se convirtió en directora general después de su muerte en 1892. Rápidamente se ganó una reputación tanto por sus habilidades comerciales como por su excentricidad, y nunca se la vio sin sus bulldogs franceses y un cigarro. Bajo su dirección, el Hotel Sacher se convirtió en uno de los mejores hoteles del mundo, donde se reunían la aristocracia y los diplomáticos. Sin embargo, después de la Primera Guerra Mundial, Anna Sacher quiso mantener la reputación de clase alta del hotel y negó el servicio a los huéspedes de ascendencia no aristocrática, mientras otorgaba generosos créditos a los aristócratas empobrecidos. Su gerencia generó problemas financieros, eventualmente a la bancarrota y un cambio de propietario en la década de 1930.
En 1934, la familia Gürtler se hizo cargo del negocio hotelero bajo la empresa "Eduard Sacher GmbH & Co OHG", y el edificio fue completamente renovado. Después del final de la Segunda Guerra Mundial, la Austria ocupada por los Aliados, al igual que Alemania, fue dividida en cuatro zonas por las potencias victoriosas. Viena, como Berlín, también se subdividió en cuatro zonas. Durante la ocupación, los británicos utilizaron el Hotel Sacher apenas dañado, como su cuartel general, incluso aparece en la película de Carol Reed El tercer hombre, ya que el guionista Graham Greene era un cliente habitual del bar del hotel mientras hacía trabajo de investigación en Viena. El 4 de agosto de 1947, dos maletas bomba estallaron en el sótano del hotel; el grupo terrorista Irgún se atribuyó la autoría del atentado.

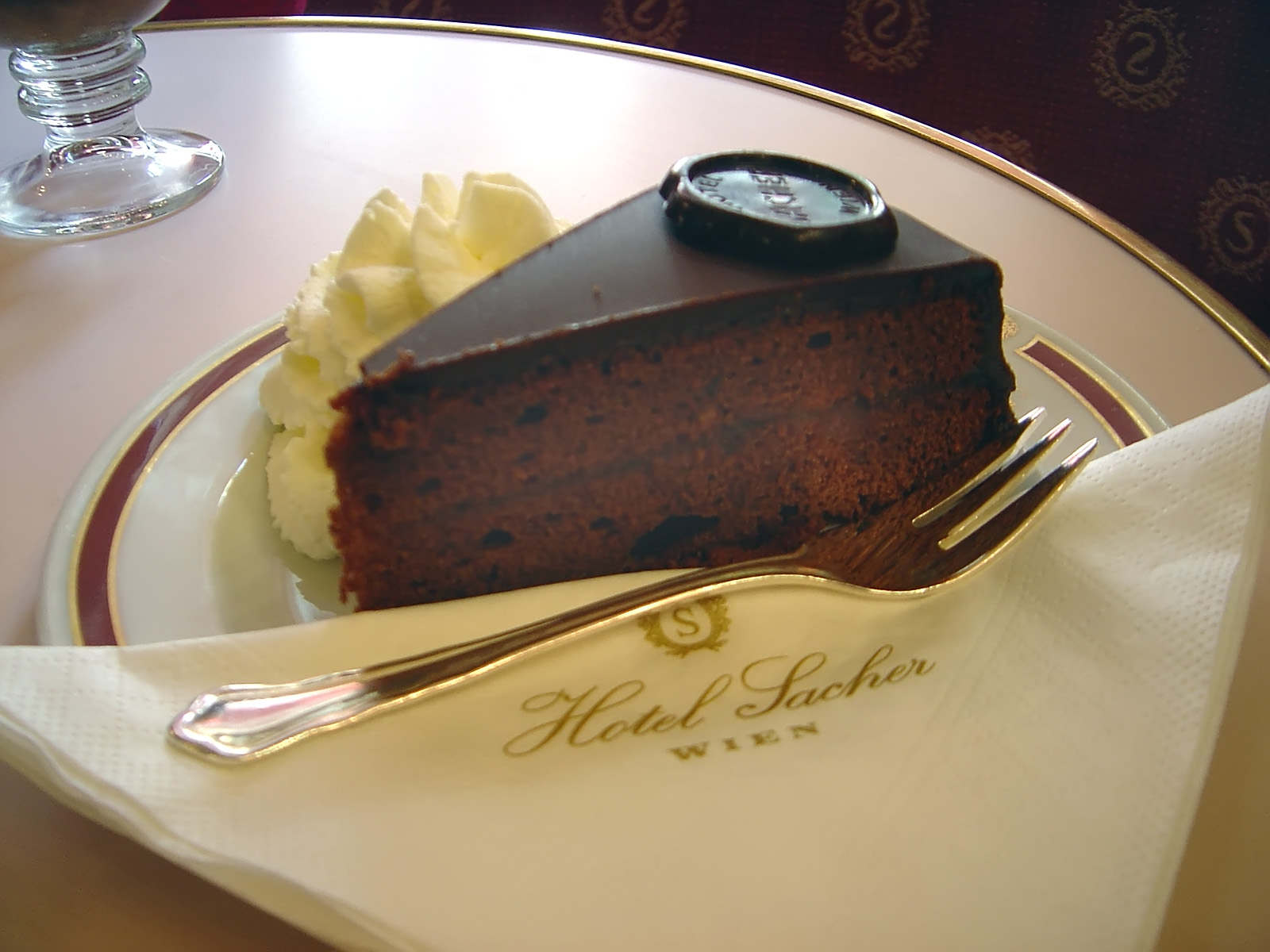
Sachertorte

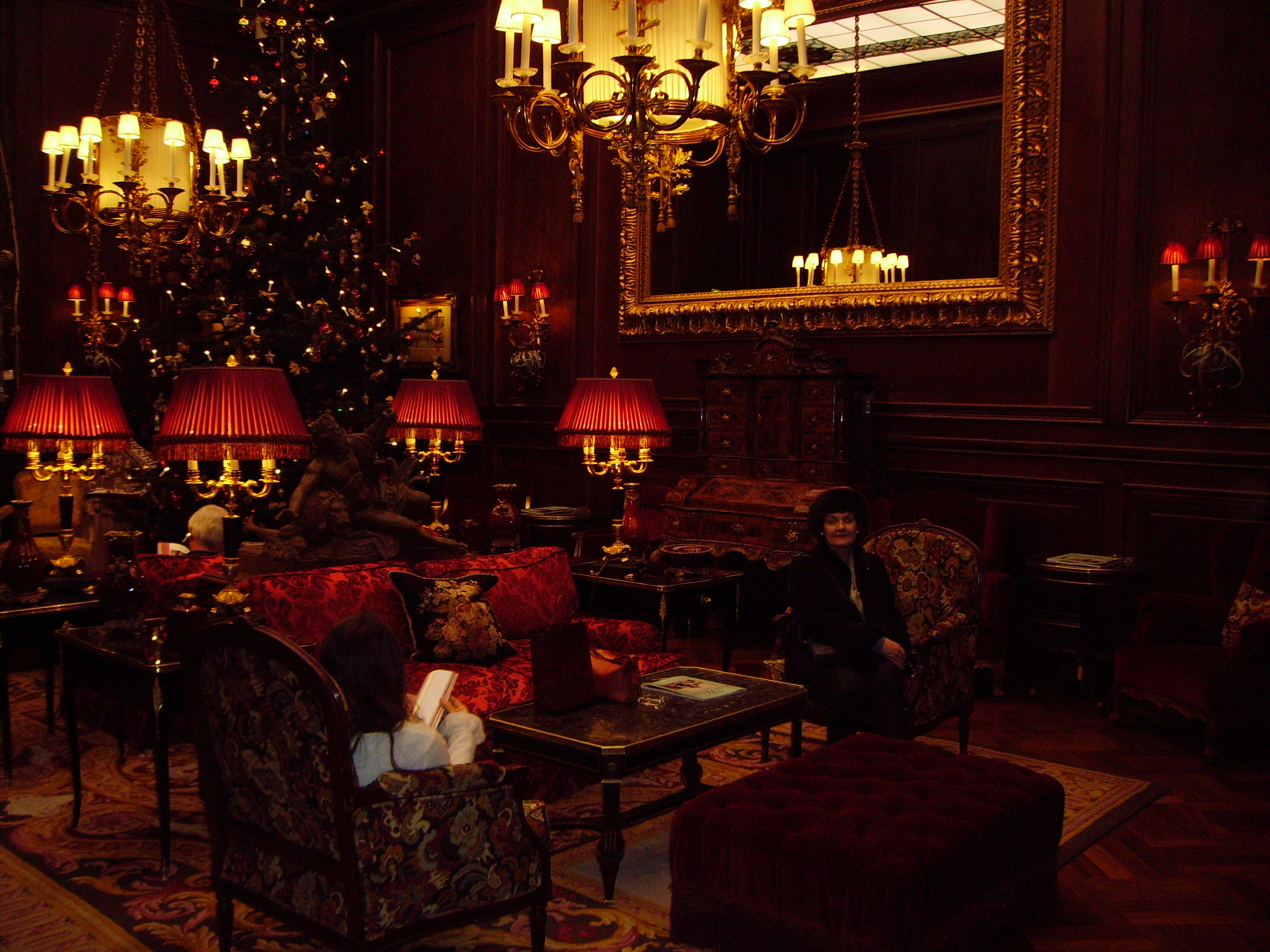
El lounge del hotel

Desde 1989, la familia Gürtler también es propietaria del antiguo hotel Österreichischer Hof en Salzburgo, que reabrió como Hotel Sacher Salzburg. El Hotel Sacher en Viena agregó otro piso con una espaciosa área de spa en su techo entre 2005 y 2006, lo que causó revuelo entre los conservacionistas históricos. La tarta Sacher todavía se sirve en el restaurante del hotel, después de décadas de litigio con la pastelería Demel.

## Huéspedes notables
Entre los huéspedes famosos se encontraban no solo el emperador Francisco José, sino también el rey Eduardo VIII y Wallis Simpson, la reina Isabel II y el príncipe Felipe, el príncipe Rainiero III de Mónaco y Grace Kelly, el presidente John F. Kennedy y muchos otros. Al estar cerca del teatro de la ópera, el Hotel Sacher también ha sido popular entre artistas como Herbert von Karajan, Leonard Bernstein, Leo Slezak, Plácido Domingo, José Carreras y Rudolf Nuréyev.
El 31 de marzo de 1969, John Lennon y Yoko Ono dieron una bien recibida conferencia de prensa en el Hotel Sacher sobre el bagismo.

## En la cultura popular
Anna Sacher y su hotel fueron plasmados en la novela de 1950 de Dennis Wheatley sobre el estallido de la Primera Guerra Mundial, El segundo sello. En la historia, Anna tiene un papel ficticio en los acontecimientos de junio/julio de 1914 en Viena, ayudando al héroe del libro, el duque de Richleau, en varios asuntos.
El hotel también encontró fama en el mundo de habla alemana gracias a la película de 1939 Hotel Sacher, así como a la popular serie de televisión austriaca Hallo – Hotel Sacher… Portier!, protagonizada por Fritz Eckhardt. Romy Schneider se hospedó en el Hotel Sacher durante el rodaje de Sissi en 1955.  La serie de televisión austriaca de drama histórico de 2016 Das Sacher gira en torno a eventos ficticios en el hotel. Stefan Zweig lo menciona en El mundo de ayer: "mi padre durante toda su vida evitó entrar a comer en el « Sacher», y no por economía (ya que la diferencia con otros grandes hoteles era ridículamente exigua), sino por ese sentimiento natural de distancia; le hubiera parecido desagradable e improcedente sentarse a la mesa contigua a la de un príncipe Schwarzenberg o Lobkowitz".